# Oldtidens Sicilien
Oldtidens Sicilien er beskrevet af græske forfattere, der omtalte de tidligste mennesker på Sicilien som stammerne elymere, sikanere og sikeliener. Sidst kom sikelienerne, der hører til samme folkegruppe som flere stammer i det sydlige Italien.
I det 3. århundrede f.Kr. kom romerne ind som aktører på øen i forbindelse med den såkaldte messanske krise. Dette førte til den 1. puniske krig mellem Rom og Kartago. Da krigen endte i 242 f.Kr., var hele Sicilien underlagt romersk kontrol.